# Kouaoua
Kouaoua (ajië Kaa Wi Paa) és un municipi francès, situat a la col·lectivitat d'ultramar de Nova Caledònia. El 2009 tenia 1.345 habitants.

## Evolució demogràfica
| Població de Kouaoua (1956-2009) | Població de Kouaoua (1956-2009) | Població de Kouaoua (1956-2009) | Població de Kouaoua (1956-2009) | Població de Kouaoua (1956-2009) | Població de Kouaoua (1956-2009) | Població de Kouaoua (1956-2009) | Població de Kouaoua (1956-2009) | Població de Kouaoua (1956-2009) | Població de Kouaoua (1956-2009) |
| ------------------------------- | ------------------------------- | ------------------------------- | ------------------------------- | ------------------------------- | ------------------------------- | ------------------------------- | ------------------------------- | ------------------------------- | ------------------------------- |
| Població                        | 877                             | 964                             | 1.108                           | 1.209                           | 1.196                           | 1.234                           | 1.524                           | 1.586                           | 1.345                           |
| Any                             | 1956                            | 1963                            | 1969                            | 1976                            | 1983                            | 1989                            | 1996                            | 2004                            | 2009                            |

## Composició ètnica
- Europeus 13,1%
- Canacs 74,9%
- Polinèsics 9,6%
- Altres, 2,4%

## Administració
| Període   | Identitat              | Partit           |
| --------- | ---------------------- | ---------------- |
| 1995-2001 | Maxime Karembeu        | FLNKS-UC         |
| 2001-2004 | Raymond Poinraoupoépoé | FLNKS-UNI-Palika |
| 2004-2008 | Karaïmiâ Mereatu       | FLNKS-UNI-Palika |
| 2008-     | William Nomai          | FLNKS            |